# Друга Каїрська конференція (1943)

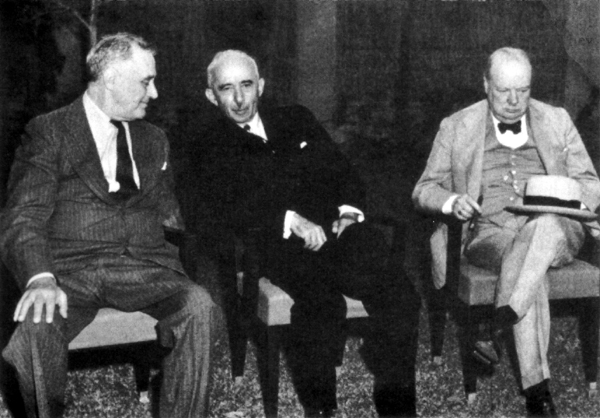
Друга Каїрська конференція

Друга Каїрська конференція відбулася в Каїрі 4—6 грудня 1943 року і була присвячена можливому вступу Туреччини у Другу світову війну. У нараді взяли участь президент США Франклін Д. Рузвельт, прем'єр-міністр Великої Британії Вінстон Черчилль і президент Туреччини Ісмет Іненю.
До 1941 року Рузвельт і Черчилль дотримувалися думки, що нейтралітет Туреччини служитиме інтересам союзників, блокуючи країни «Осі» від заволодіння стратегічними запасами нафти на Середньому Сході. Але після кампанії 1942 року Рузвельт і Черчилль змінили свою думку. Черчилль хотів, щоб турки відкрили новий фронт на Балканах. 30 січня 1943 року Черчилль таємно зустрічався з Іненю всередині вагона поїзда, в Єнідже, за 23 км від міста Адана в Туреччині, щоб обговорити це питання.
Зрештою Туреччина вступила у війну на боці союзників 23 лютого 1945 року, після того, як на Ялтинській конференції було оголошено, що тільки держави, які формально були в стані війни з Німеччиною та Японією до 1 березня 1945 року, будуть допущені до вступу в Організацію Об'єднаних Націй.